# Tetrablemma loebli
Tetrablemma loebli är en spindelart som beskrevs av Bourne 1980. Tetrablemma loebli ingår i släktet Tetrablemma och familjen Tetrablemmidae. Inga underarter finns listade i Catalogue of Life.